# علوم اسلامی

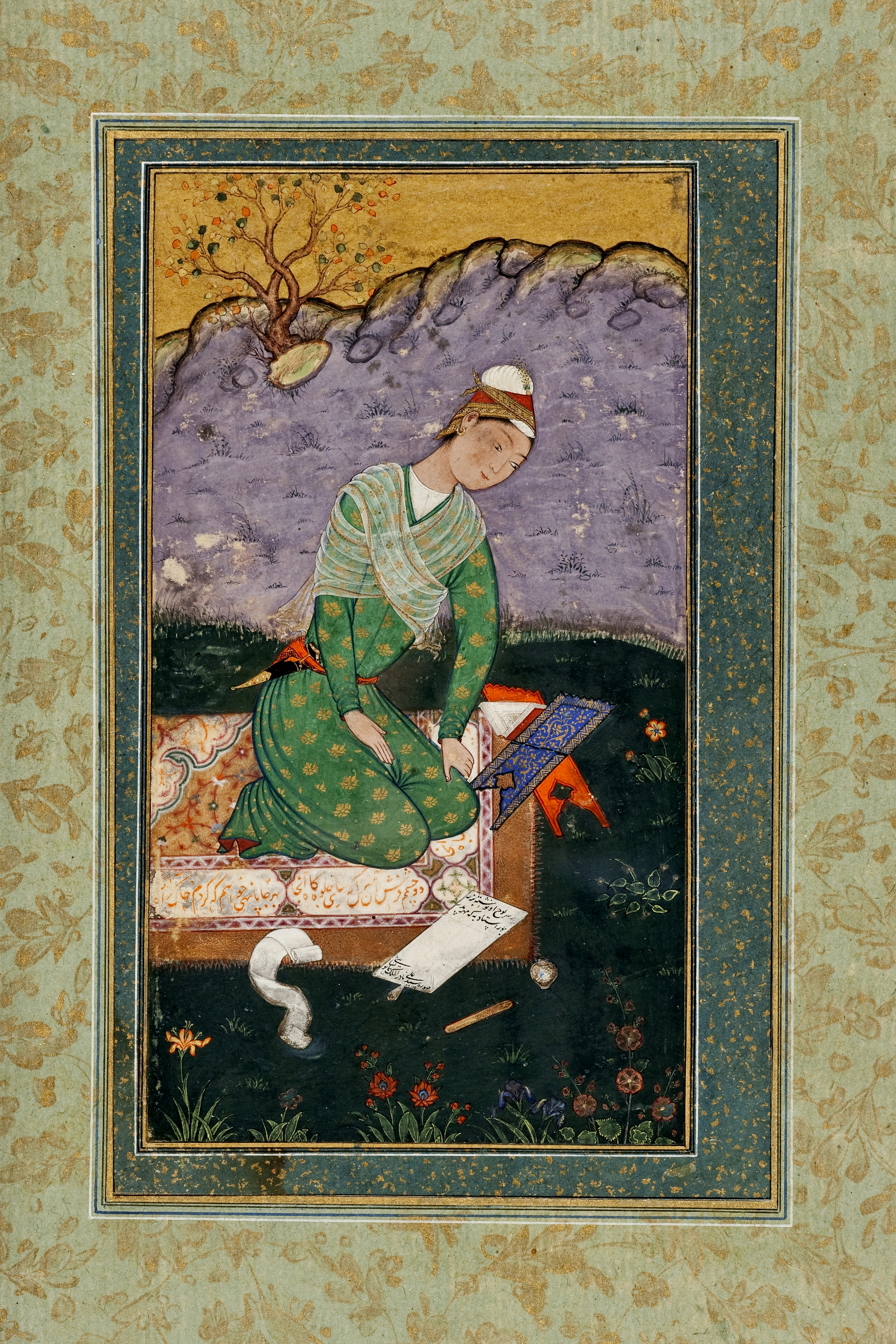
محققی که در زمان سلطنت امپراتور مغول، شاه جهان (۱۵۹۲–۱۶۶۶)، در حال نوشتن تفسیری بر قرآن است.

علوم اسلامی، مجموعه‌ای از علوم دینی که توسط علمای اسلامی تدوین شده است و هدف آن، توضیح معارف اسلامی است.
محقق اسلامی مشهور، ابوحامد غزالی، در کتاب معروف خود احیاء علوم‌الدین، دربارهٔ علوم اسلامی نوشته است. او استدلال کرده که بر هر مسلمان، واجب شرعی است که در انجام هرکاری، هر جنبه‌ای از علوم دینی را که برای اطاعت از شریعت، لازم دارد، یاد بگیرد؛ مثلاً کسی که دامپروری می‌کند، باید احکام زکات را بداند. تاجری که در یک محیط ربوی تجارت می‌کند، باید احکام ربا را بیاموزد تا بتواند به‌طور مؤثر از آن اجتناب کند. همچنین دانستن علوم اسلامی را نیز واجب کفایی دانسته است.

## فهرست علوم
این علوم عبارتند از:
- فقه
- اصول فقه
- علوم قرآنی
- علوم حدیث
  - رجال
  - مصطلح‌الحدیث
  - فقه الحدیث
- کلام[۲]
- ادبیات عربی
  - صرف
  - نحو
  - لغت
  - معانی
  - بیان
  - بدیع
- تفسیر قرآن
  - نسخ
- تجوید
  - قرائت
- اخلاق اسلامی[۳]
- منطق
- فلسفه اسلامی[۴][۵]
- عرفان اسلامی
- تاریخ اسلام